# Disembolus sacerdotalis
Disembolus sacerdotalis là một loài nhện trong họ Linyphiidae.
Loài này thuộc chi Disembolus. Disembolus sacerdotalis được Crosby & Bishop miêu tả năm 1933.